# Steven Gray
Steven Gray (Port Hadlock-Irondale, Washington, 8 de abril de 1989) es un jugador de baloncesto estadounidense que pertenece a la plantilla del Hapoel Holon de la Ligat Winner. Con 1,96 metros de estatura, juega en la posición de escolta.

## Trayectoria deportiva

### Universidad
Jugó durante cuatro temporadas con los Bulldogs de la Universidad de Gonzaga, en las que promedió 11,5 puntos, 3,5 rebotes, 2,7 asistencias y 1,2 robos de balón por partido. Fue incluido en el mejor quinteto de novatos la West Coast Conference en 2008, y en el absoluto en sus dos últimas temporadas.

### Profesional
Tras no ser elegido en el Draft de la NBA de 2011, firmó su primer contrato profesional con el BK Ventspils de la liga de Letonia. Jugó una temporada en la que promedió 10,6 puntos y 2,3 asistencias por partido. Al año siguiente regresó a su país para jugar las Ligas de Verano de la NBA y la pretemporada con los Washington Wizards, pero finalmente fue descartado para la liga. Estuvo sin equipo hasta el mes de diciembre, cuando firmó hasta final de temporada con el Chorale Roanne de la Pro A francesa. Promedió 8,8 puntos y 1,8 asistencias por partido.
Al año siguiente fichó por el Tadamon Zouk de la liga de Líbano, abandonando el club en el mes de diciembre, para fichar por el BCM Gravelines francés hasta final de temporada. Disputó 19 partidos de liga y 8 de EuroCup, promediando en total 14,0 puntos y 3,0 rebotes.
En julio de 2014 fichó por una temporada por el JDA Dijon, en la que promedió 15,3 puntos y 2,9 rebotes por partido. En mayo de 2015 fue repescado por el BCM Gravelines, equipo con el que firmó su segundo contrato por dos temporadas. En la primera de ellas promedió 13,7 puntos y 1,9 rebotes por partido.
El 5 de diciembre de 2016 dejó la liga francesa para fichar por el Lavrio B.C. de la liga griega.
En enero de 2021, firma por el KK Igokea de la ABA Liga.
El 19 de julio de 2021, firma por el Hapoel Holon de la Ligat Winner.